# Latin Grammy Award du meilleur album de samba/pagode
Liste des prix Latin Grammy Award du meilleur album de samba/pagode :
- 2000 : Zeca Pagodinho Ao Vivo - Zeca Pagodinho
- 2001 : Água Da Minha Sede - Zeca Pagodinho
- 2002 : Deixa A Vida Me Levar - Zeca Pagodinho
- 2003 : Alcione Ao vivo - Alcione
- 2004 : Para Caymmi. De Nana, Dori e Danilo - Danilo Caymmi (pt), Dori Caymmi (pt) et Nana Caymmi (pt)
- 2005 : Brasilatinidade - Martinho da Vila
- 2006 : Universo Ao Meu Redor - Marisa Monte
- 2007 : Acústico MTV 2 Gafieira - Zeca Pagodinho
- 2008 : Acústico MTV - Paulinho da Viola & Samba Meu - Maria Rita
- 2009 : O Pequeno Burguês!! - Martinho da Vila
- 2010 : Tô Fazendo a Minha Parte - Diogo Nogueira (pt)
- 2011 : Exaltasamba 25 Anos - Ao Vivo - Exaltasamba (pt)
- 2012 : Nosso Samba Tá Na Rua - Beth Carvalho & So Danço Samba Ao Vivo - Emilio Santiago
- 2013 : Eletrosamba - Ao Vivo - Alexandre Pires (pt)
- 2014 : Coração a Batucar - Maria Rita
- 2015 : Só Felicidade - Fundo de Quintal
- 2016 : De Bem Com a Vida - Martinho da Vila
- 2017 : + Misturado - Mart'nália (pt)
- 2018 : Amor e Música - Maria Rita
- 2019 : Mart'nália Canta Vinicius de Moraes - Mart'nália
- 2020 : Samba Jazz de Raiz, Cláudio Jorge 70 - Cláudio Jorge (pt)
- 2021 : Sempre Se Pode Sonhar - Paulinho da Viola
- 2022 : Numanice #2 - Ludmilla
- 2023 : Negra Ópera - Martinho da Vila